# Alice Lowe
Alice Eva Lowe (nascuda el 3 d'abril de 1977) és una actriu, escriptora i còmica anglesa. És més coneguda pels seus papers com el Dr. Haynes a Black Mirror: Bandersnatch i Madeleine Wool/Liz Asher a Garth Marenghi's Darkplace. Va escriure, dirigir i protagonitzar la pel·lícula del 2016 Prevenge i va protagonitzar i coescriure la pel·lícula del 2012 Sightseers. També va protagonitzar la sèrie de televisió educativa infantil Horrible Histories.

## Primers de la vida
Lowe va néixer a Coventry, West Midlands, Anglaterra. Va assistir a la Kenilworth School i es va graduar al King's College, Cambridge, on va estudiar clàssics. A la universitat es va dedicar al teatre i la comèdia.

## Carrera professional
Lowe va començar la seva carrera en espectacles de teatre experimental surrealista com City Haunts, Snowbound i Progress in Flying Machines co-ideant i interpretat juntament amb col·legues com Robert Webb i David Mitchell.
Lowe va treballar sota la direcció de Paul King, que des de llavors l'ha dirigida a The Mighty Boosh i Garth Marenghi's Darkplace. Fou seleccionada a Garth Marenghi's Fright Knight junta amb els seus companys graduats de Cambridge Richard Ayoade i Matt Holness i van ser nominats per al Premi Perrier a l'Edinburgh Fringe l'any 2000. El 2001 va guanyar un premi per actuar a la seqüela de Fright Knight, Garth Marenghi's Netherhead, a l’ Edinburgh Festival Fringe.
Els seus crèdits televisius inclouen la parodia de la comèdia de terror de Channel 4 Garth Marenghi's Darkplace, Beth a la sèrie de comèdia de la BBC My Life in Film, David Bowie a la sèrie de la BBC Snuff Box, i un paper recurrent a Annually Retentive de Rob Brydon. Va formar part del programa de comèdia exclusivament femení Beehive' ' juntament amb Sarah Kendall, Barunka O'Shaughnessy i Clare Thomson que es va emetre a l'E4 i era un membre habitual del repartiment de Programa de CBBC Horrible Histories durant la segona, tercera i cinquena temporada. El seu pilot de BBC Three "LifeSpam: My Child Is French" es va emetre el 2009, i va coescriure i protagonitzar el programa Orcadia de Channel 4. El febrer de 2010, va aparèixer i va editar el guió del pilot d'una "menada d'esquetxs" anomenada Missing Scene.
També ha protagonitzat diversos programes de televisió, com ara Monkey a l'episodi "The Priest and the Beast" de "The Mighty Boosh", com a Patricia a l'episodi "Fifty-Fifty". de The IT Crowd, un advocat a l'episodi "Travel Writer" de Black Books, Madonna en un episodi de Star Stories de Channel 4, així com episodis de Little Britain' ', Come Fly with Me, Ruddy Hell! It's Harry and Paul, Beautiful People i This is Jinsy. Ella va aparèixer al vídeo musical "Bastardo" de Charlotte Hatherley, dirigit per Edgar Wright.
Lowe va coescriure i protagonitzar el curtmetratge Stiffy, dirigit per Jacqueline Wright, que es va estrenar a Canes el 2005 com a part del Kodak Straight. 8. El seu curtmetratge d'autor Sticks and Balls es va projectar a Canes el 2007. El 2010 juntament amb Wright va fundar la productora Jackal Films, fent un curtmetratge cada mes d'aquell any.
Lowe va aparèixer a la pel·lícula de comèdia d'acció Arma fatal, i va tenir un paper principal a la pel·lícula de 2012 Sightseers, la tercera producció del director Ben Wheatley. Sightseers va ser escrita per Lowe amb Steve Oram, amb material addicional per Amy Jump.
Lowe va tenir un paper a la pel·lícula dirigida per Edgar Wright The World's End. Per aquesta pel·lícula va rebre el premi al millor guió i el premi a la millor actriu al XLV Festival Internacional de Cinema Fantàstic de Catalunya. A BBC Radio 4 ha escrit tres sèries de Alice's Wonderland, una comèdia fosca i surrealista.
El 2016, va fer el seu debut com a directora a l'aclamada comèdia negra Prevenge, que va dirigir mentre estava embarassada. El 2018, Lowe va aparèixer com el Dr Haynes a la primera pel·lícula interactiva de Netflix dirigida a adults, Black Mirror: Bandersnatch.
El febrer de 2021, es va anunciar la següent pel·lícula de Lowe, Timestalker. La pel·lícula farà una "crònica de l'amor no correspost d'una dona al llarg de diversos segles […] des de l'oest d'Escòcia de la dècada de 1680 fins a l'apocalíptic segle XXII". Lowe va afirmar que "[a]questa pel·lícula és el meu homenatge a les èpiques més romàntiques. Exuberant i desbordant d'emoció." El rodatge va començar a finals de 2022 i la producció està treballant per a l'estrena de 2024.

## Vida personal
Lowe estava embarassada mentre filmava Prevenge i més tard va donar a llum la seva filla Della amb el company Paul Synnott. Della retratada el nounat de la Ruth a Prevenge quan tenia deu dies.

## Filmografia

### Cinema
| Any  | Títol                      | Paper                         | Notes                      |
| ---- | -------------------------- | ----------------------------- | -------------------------- |
| 2007 | Arma fatal                 | Tina                          |                            |
| 2011 | Kill List                  | reporter de ràdio             |                            |
| 2012 | Sightseers                 | Tina                          | També guionista            |
| 2013 | The World's End            | Jove dama                     |                            |
| 2014 | Locke                      | Sister Margaret               | Veu                        |
| 2014 | Paddington                 | Recepcionista de Geographer’s |                            |
| 2014 | Electricity                | Sylvia                        |                            |
| 2015 | Aaaaaaaah!                 | Sitcom Eudora                 |                            |
| 2015 | Burn Burn Burn             | Davina                        |                            |
| 2015 | Black Mountain Poets       | Lisa Walker                   |                            |
| 2016 | Adult Life Skills          | Alice                         |                            |
| 2016 | Stoner Express             | Roxy                          |                            |
| 2016 | Prevenge                   | Ruth                          | També guionista i director |
| 2016 | Chubby Funny               | Susan                         |                            |
| 2016 | The Ghoul                  | Kathleen                      |                            |
| 2018 | Wild Honey Pie             | Gerry                         |                            |
| 2018 | Solis                      | Commander Roberts             | Voice                      |
| 2018 | Sometimes Always Never     | Sue                           |                            |
| 2018 | The Fight                  | Heather                       |                            |
| 2018 | Black Mirror: Bandersnatch | Dr. Haynes                    |                            |
| 2019 | Eternal Beauty             |                               |                            |
| 2019 | Dark Encounter             | Arlene                        |                            |
| 2019 | Days of the Bagnold Summer | Carol                         |                            |
| 2022 | Paso Doble                 | Karen                         | Curtmetratge               |
| 2024 | Timestalker                | Agnes                         | També guionista i director |
| 2025 | Rogue Trooper              |                               | Post-producció             |

### Televisió
| Any             | Títol                           | Paper                            | Notes                                  |
| --------------- | ------------------------------- | -------------------------------- | -------------------------------------- |
| 2001–2002 2006  | Comedy Lab                      | Diversos papers                  | 3 episodis; També guionista of Orcadia |
| 2004            | Garth Marenghi's Darkplace      | Liz Asher / Madeleine Wool       | 6 episodis                             |
| 2004            | Black Books                     | Solicitor                        | episodi: "Travel Writer"               |
| 2004            | My Life in Film                 | Beth                             | 6 episodis                             |
| 2005            | The Mighty Boosh                | Monkey                           | episodi: "The Priest & the Beast"      |
| 2005            | Little Britain                  | Mother on Bench / Woman on Bench | 2 episodis                             |
| 2006            | The IT Crowd                    | Patricia                         | episodi: "Fifty-Fifty"                 |
| 2006            | Snuff Box                       | David Bowie                      | episodi: "Matt's Diary"                |
| 2006            | Star Stories                    | Madonna                          | episodi: "The Wife's Life"             |
| 2006            | Man to Man with Dean Learner    | Diversos papers                  | episodi: "Merriman Weir"               |
| 2006            | Pulling                         | Alice                            | episodi #1.6                           |
| 2006–2007       | Annually Retentive              | Diversos papers                  | 3 episodis                             |
| 2007            | Angelo's                        | Alicia                           | 6 episodis                             |
| 2008            | Beehive                         | Diversos papers                  | 5 episodis; També guionista            |
| 2008–2012       | Ruddy Hell! It's Harry and Paul | Diversos papers                  | 12 episodis                            |
| 2009            | LifeSpam: My Child Is French    | Diversos papers                  | Telefilm; També guionista              |
| 2009            | Beautiful People                | Stacey Bile                      | episodi: "How I Got My Turner"         |
| 2010            | Come Fly with Me                | Jove mama                        | episodi #1.1                           |
| 2010–2011, 2013 | Horrible Histories              | Diversos papers                  | 12 episodis                            |
| 2011, 2014      | This is Jinsy                   | Soosan Noop                      | 16 episodis                            |
| 2012            | Skins                           | Jemima                           | episodi: "Franky"                      |
| 2014            | Sherlock                        | Tessa                            | episodi: "The Sign of Three"           |
| 2015            | Inside No. 9                    | Amanda                           | episodi: "Séance Time"                 |
| 2017            | Carters Get Rich                | Sue Golding                      | episodi: "Co-Creator"                  |
| 2018            | Flowers                         | Paula                            | episodi #2.4                           |
| 2018            | Hang Ups                        | Celia Cain                       | 3 episodis                             |
| 2021            | Back                            | Joanna                           | episodi #2.6                           |
| 2023            | Lockwood & Co.                  | Adelaide Winkman                 | Two episodis                           |
| 2023            | Partygate                       | Shelley Williams-Walker          | [ 22 ]                                 |